# Bengt Norling
Bengt Norling (1925-2002) foi um político social-democrata sueco que ocupou vários cargos no governo. Foi ministro das comunicações de 1969 e 1976 e governador de Värmland de 1977 a 1990.

## Biografia
Norling nasceu em Malmö em 1925 e cresceu em Norrbotten. Aos 15 anos começou a trabalhar como metalúrgico e depois tornou-se oficial ferroviário em Vansbro. Durante este período, juntou-se ao partido social-democrata sueco em Vansbro. Em 1956 foi nomeado ombudsman das Associações dos Ferroviários.
Norling foi nomeado secretário da Confederação Nacional de Sindicatos da Suécia. A nível político, foi nomeado ministro das comunicações do primeiro governo do primeiro-ministro Olof Palme a 14 de outubro de 1969. Norling permaneceu no cargo até 1976. Mais tarde, serviu como governador de Värmland entre 1977 e 1990.
Depois de se aposentar, Norling estabeleceu-se em Karlstad com a sua esposa, Elizabeth. Eles tiveram um filho. Norling faleceu aos 77 anos, no dia 2 de junho de 2002.